# Heliophanus conspicuus
Heliophanus conspicuus là một loài nhện trong họ Salticidae.
Loài này thuộc chi Heliophanus. Heliophanus conspicuus được Wanda Wesołowska miêu tả năm 1986.